# D.BACE
D.BACE（ディーベース、디베이스）は、韓国出身の5人組みヒップホップグループ。

## 概要
DUEXのイ・ヒョンドが発掘して話題を集め、2001年に「모든것을 너에게(すべてのものを君に)」をタイトル曲にしたアルバムでデビュー。その後、所属事務所移籍問題などで気苦労し2年間の空白を経て第2集をリリース。解散後、2008年にジフンとファンホの2人組で再結成し、シングルでカムバック。

## メンバー
JED
- 表記：제드
- 本名：イ・ジェチャン（이재찬）
- 1978年3月19日生まれ
- 担当：ラップ
- 血液型：A型
- 宗教：キリスト教

ソン・ジフン
- 表記：송지훈
- 1980年5月25日生まれ
- 担当：サブボーカル
- 血液型：O型
- 宗教：無宗教

オ・スアン
- 表記：오수안
- 本名：オ・スサン（오수산）
- 1980年8月13日生まれ
- 担当：ラップ
- 血液型：A型
- 宗教：無宗教

キム・ファンホ
- 表記：김환호
- 1980年8月28日生まれ
- 担当：メインボーカル
- 血液型：A型
- 宗教：キリスト教
- イ・ヒョンドのヒップホップファミリー出身

ナム・ヒョンジュン
- 表記：남현준、Nam HyunJun
- 1980年11月19日生まれ
- 担当：サブボーカル
- 血液型：O型
- 宗教：無宗教
- 現在はSM☆SHでリーダーを務め活動中

## ディスコグラフィー

### CD

#### アルバム
|        | タイトル     | 発売日 | 収録曲 |
| 2001年 |              |        | |
| 1集    | D.Bace vol.1 | 5月1日 | 1. D.Bace - Intro By DJ Wreckx 2. 모든것을 너에게(すべてのものを君に) 3. 원(ONE) 4. (愛するということ) 5. Good Life 6. (後悔) 7. I'll Tell U 8. (傷) 9. (そのまま) 10. (シャイン) 11. (Cowboy)                |
| 2003年 |              |        | |
| 2集    | The Return   | 8月1日 | 1. Intro 2. Go 3. 연인(恋人) 4. What 5. Real Love 6. 희망(希望) 7. 친구일 테니까(友達であるから) 8. Yeh! 9. Outsider 10. Rush 11. 처음(初め) 12. Crazy 13. 헤아릴 수 없을 만큼(数え切れないほど) 14. 왜(なぜ) |

#### シングル
|        | タイトル | 発売日  | 収録曲 |
| 2008年 |          |         | |
| 1st    | Season2  | 2月12日 | 1. Somebody（Feat.싸이(サイ)） 2. Only You（Feat.시기(シギ)） 3. 모든것을 너에게(すべてのものを君に)Remix（Feat.Hoody） 4. Somebody（Instrumental） |
| 2010年 |          |         | |
| 2nd    | SeasonⅢ  | 9月16日 | 1. Everything 2. Actually (Feat. 이지혜) 3. everything (Inst.) 4. Actually (Inst.) 5. Everything (English Ver.)                                     |